# توازن جيني
التوازن الجيني هو تعبير يصف حالة الأليل أو النمط الجيني في تَجْميعَةُ الجينات (مثل الكثافة السكانية) حيث التكرارية لا تتغير من جيل إلى جيل. ويصف التوازن الجيني الحالة النظرية التي تمثل الأساس الذي يحدد الإمكانية والكيفية التي ينحرف بها السكان عنها. ويستخدم نموذج توازن هاردي-واينبيرغ كإطار نظري لدراسة التوازن الجيني. يُدرَس عادةً باستخدام نماذج تُؤخذ من نموذج هاردي-واينبيرغ كفرضية لها، بمعنى:
• لا تحدث طفرات جينية في الموقع الجيني على الكروموسوم أو في موقع ذو صلة بالصفة.
• حجم سكاني كبير.
• غير محدود بالهجرة، النزوح أو الانتقال (التدفق الجيني).
• لا يوجد انتقاء طبيعي على ذلك الموقع أو على تلك الصفة.
• التزاوج العشوائي (بالإنجليزية: Panmixia).
يمكنه أيضاً وصف أنواع أخرى من التوازن، خاصة في سياقات النموذج. بالتحديد، تستخدم العديد من النماذج مبدأ هاردي-واينبيرغ كأساس لها. لكن بدلاً من تواجد كل عناصر هاردي-واينبيرغ، فإنه على العكس يفترض توازناً بين التأثير التنويعي للانْسِياقٌ الجينِيّ والتأثير التجانسي للهجرة بين الكثافات السكانية المختلفة. عدم وجود توازن في كثافة سكانية معينة يقترح أن افتراضاً واحداً من النموذج تحت الدراسة قد تم انتهاكه.

## النماذج النظرية للتوازن الجيني
يوفر مبدأ هاردي-واينبيرغ الإطار الرياضي للتوازن الجيني. التوازن الجيني نفسه، سواءاً كان هاردي-واينبيرغ أو غيره، يوفر الأساس للعديد من التطبيقات، من ضمنها الوراثيات السكانية وعلم الأحياء التطوري والمحافظ. تم استخدام النماذج مع الزيادة المتسارعة في كل التسلسلات الجينية المتوفرة وكذلك مع تكاثر الواسمات المجهولة، لكي توسع النظرية الأولية لتشمل كل أشكال السياقات البيولوجية. قامت الدراسات بتطوير نماذج باستخدام بيانات من الواسمات الجينية مثل ISSRs و RAPDs وايضاً الاحتمالية التنبؤية للإحصائيات لكي تستنتج أو تستدل على أي العمليات أدت إلى نقص التوازن. وهذا يشتمل على التكيف المحلي، تقلص وتوسع النطاق ونقص التدفق الجيني بسبب حواجز جغرافية أو سلوكية على الرغم من أنه قد تم تطبيق نمذجة التوازن على نطاق واسع من المواضيع والأسئلة.
أدت نمذجة التوازن إلى إحراز التقدم في المجال. لأنه يمكن للسيطرة الأليلية أن تعرقل من التنبؤات الخاصة بالتوازن، قامت بعض النماذج بالابتعاد عن استخدام التوازن الجيني كافتراض. فبدلاً من استخدام الإحصائية-ف (بالإنجليزية: F-statistics) التقليدية قاموا باستخدام تقديرات بايزي. طور هولزينجر وآخرون مُتَنَاظِر ل FST يدعى ثيتا (theta). وقد اظهرت الدراسات أن تقديرات بايزي أفضل متنبئ للعينات أو النماذج الخاضعة للدراسة. ومع ذلك، تظل النمذجة المبنية على التوازن الجيني أداة في الوِراثِيَّاتُ (الجينات) السُّكَّانِيَّة والجينات المحافظة حيث أنها تستطيع توفير معلومات قيمة عن العمليات التاريخية السابقة.

## أنظمة الدراسة البيولوجية
تمت دراسة التوازن الجيني في العديد من الوحدات التصنيفية. وقد تم استخدام بعض الفصائل البحرية على الأخص كأنظمة دراسة. حيث يظهر أن التاريخ الحياتي الخاص بالكائنات البحرية مثل قنافذ البحر قد حقق كل متطلبات نمذجة التوازن الجيني أفضل من الفصائل البرية. حيث يتواجدون بتعداد سكاني متزاوج عشوائياً وأوسع ولا يبدو متأثراً بشدة بالحواجز الجغرافية. ولكن على الرغم من ذلك، وجدت بعض الدراسات اختلافات معقولة عبر نطاق الفصيلة الواحدة. فبدلاً من إيجاد توازناً جينياً، وجدت الدراسات تعقيدات فصائلية واسعة ومنتشرة. هذا يشير إلى أنه من الممكن أن يكون التوازن الجيني نادراً وصعب العثور عليه في البرية، بسبب التغيرات الدِيمُوغْرافِيّة المحلية المعقولة على نطاق زمني قصير.
في الواقع، بالرغم من أن توافر حجم سكاني كبير هو شرط مطلوب وأساسي لتحقيق التوازن الجيني وفقاً لمبدأ هاردي-واينبيرغ، إلا أن البعض اعترض على أن الحجم السكاني الكبير سيؤدي إلى تأخير الوصول إلى التوازن الجيني. هذا يمكن أن يحتوي على تضمين بالمحافظة حيث يمكن استخدام التوازن الجيني كعلامة على وجود تعداد سكاني صحي ومستمر.